# Công ty Coca-Cola
Công ty Coca-Cola (tiếng Anh: The Coca-Cola Company), có trụ sở tại Atlanta, Georgia, được thành lập tại Wilmington, Delaware, là một công ty đồ uống và là nhà sản xuất, bán lẻ, quảng bá các đồ uống và siro không cồn đa quốc gia của Hoa Kỳ. Công ty này được biết đến nhiều nhất với sản phẩm hàng đầu Coca-Cola, được dược sĩ John Stith Pemberton phát minh năm 1886 tại Columbus, Georgia. Công thức và thương hiệu Coca-Cola được Asa Griggs Candler (ngày 30 tháng 12 năm 1851 – ngày 12 tháng 3 năm 1929) mua lại năm 1889, sau đó thành lập Công ty Coca-Cola năm 1892. Công ty điều hành một hệ thống phân phối nhượng quyền kinh doanh kể từ năm 1889, trong đó Công ty Coca-Cola chỉ sản xuất nước xi-rô đậm đặc, sau đó sản phẩm này được bán cho các nhà đóng chai khác nhau trên khắp thế giới, những người nắm giữ độc quyền kinh doanh trên từng lãnh thổ. Công ty Coca-Cola sở hữu các công ty làm máy đóng chai ở Bắc Mỹ, tên nó là Coca-Cola Refreshments.
Cổ phiếu của công ty được liệt kê trên NYSE (NYSE: KO) và là một phần của DJIA, chỉ số S&P 500 index, chỉ số Russell 1000, và chỉ số Russell 1000 Growth Stock. Muhtar Kent làm chủ tịch hội đồng quản trị của công ty với James Quincey làm chủ tịch và giám đốc điều hành.

## Những loại nước uống
Công ty Coca-Cola có những nước ngọt có CO2 (Cacbon dioxide), chất béo bão hòa.
Nhãn hiệu chính: Coca-Cola, Sprite, Fanta, Diet Coke, Powerade, Nestea, Fruitopia, Dasani, C2 Cola.